# Mack Avenue Records
Mack Avenue Records ist ein US-amerikanisches Musiklabel für Jazz in Harper Woods, Michigan. Gegründet wurde es 1999; erste Veröffentlichung war When I Need To Smile von dem Pianisten Eugene Mazlov. Zu den Mitbegründern gehörte die Mäzenin 
Gretchen Valade, die Ende 2022 mit 97 Jahren starb.
Es nahm zahlreiche bekannte Jazzmusiker unter Vertrag wie Stanley Jordan, Kenny Garrett, Christian McBride, Danilo Pérez, Oscar Castro-Neves, Gerald Wilson, Tia Fuller oder Sean Jones, aber auch jüngere Musiker wie Cécile McLorin Salvant, Cameron Graves, Julian Lage (Love Hurts, 2019) und Emmet Cohen (Future Stride, 2021).
2008 vereinnahmte das Unternehmen zwei Smooth-Jazz-Labels: Im August Rendezvous Entertainment (gegründet vom Saxophonisten Dave Koz) – heute Rendezvous Music und im September ARTizen Music Group (gegründet vom Trompeter Rick Braun und vom Saxophonisten Richard Elliot) – heute Artistry Music. 2016 erwarb das Unternehmen weiterhin das Label Maxjazz.
Das Unternehmensbüro ist seit 2006 in Los Angeles.

## Sublabels
- Rendezvous Music
- Artistry Music
- Sly Dog Records

## Belege
1. ↑  Nachruf im Down Beat
2. ↑  Léan Crowley: Mack Avenue Records acquires Maxjazz. In: Jazziz. 21. Mai 2016, abgerufen am 19. Juni 2022.
3. ↑  https://www.mackavenue.com/about/history